# الحفير (مكة المكرمة)
الحفير قرية سعودية، تتبع مركز الزيمه في منطقة مكة المكرمة. تقع في جنوب شرق مكة المكرمة بمسافة ( 15) كم.